# Adrian Amos
Adrian Gerald Amos Jr. (geboren am 29. April 1993 in Baltimore, Maryland) ist ein US-amerikanischer American-Football-Spieler auf der Position des Safeties. Er spielte College Football für die Pennsylvania State University und stand zuletzt bei den San Francisco 49ers in der National Football League (NFL) unter Vertrag. Zuvor spielte Amos von 2015 bis 2018 für die Chicago Bears, von 2019 bis 2022 für die Green Bay Packers und 2023 für die New York Jets sowie die Houston Texans.

## College
Amos besuchte die Calvert Hall College High School in Towson, Maryland. Von 2011 bis 2014 spielte er College Football an der Pennsylvania State University für die Penn State Nittany Lions in der NCAA Division I Football Bowl Subdivision. Nachdem er als Freshman in einem Spiel von Beginn an auf dem Feld gestanden war und in den Special Teams eingesetzt worden war, war Amos ab 2012 Stammspieler bei den Nittany Lions. Dabei wurde er zunächst als Cornerback eingesetzt, bevor er ab der Saison 2013 auch als Safety spielte. Insgesamt bestritt Amos 49 Spiele für Penn State, davon 38 als Starter. Er verbuchte 149 Tackles, konnte 19 Pässe verteidigen und sieben Interceptions fangen.

## NFL
Amos wurde im NFL Draft 2015 in der fünften Runde an 142. Stelle von den Chicago Bears ausgewählt. Dort war er von Beginn an Stammspieler und spielte als Rookie alle 16 Partien von Beginn an. Nach zwei Jahren als Stammspieler ging Amos als Backup in seine dritte NFL-Spielzeit, durch den verletzungsbedingten Ausfall von Quintin Demps am dritten Spieltag kehrte er jedoch schnell in die Startaufstellung zurück. Daraufhin spielte er seine bis dahin beste Saison und konnte seine erste Interception in der NFL sichern. Amos spielte insgesamt in 60 Spielen für die Bears, davon in 56 Partien als Starter.
Im März 2019 unterschrieb Amos einen Vierjahresvertrag über 37 Millionen Dollar bei den Green Bay Packers, dem traditionellen Erzrivalen der Chicago Bears. Am ersten Spieltag der Saison 2019 stand er gegen sein altes Team auf dem Feld und sicherte beim 10:3-Sieg der Packers mit einer Interception gegen Mitchell Trubisky den Sieg von Green Bay. Er bestritt in den vier Jahren alle 66 Partien der Regular Season als Starter und fing insgesamt sieben Interceptions.
Am 13. Juni 2023 nahmen die New York Jets Amos unter Vertrag. Ursprünglich als Starter neben Jordan Whitehead vorgesehen, nachdem sich Chuck Clark verletzt hatte, verlor Amos seinen Platz in der Stammformation in der Saisonvorbereitung an Tony Adams. Als Ergänzungsspieler bestritt Amos elf Partien für die Jets, davon drei als Starter, bevor er am 2. Dezember entlassen wurde, nachdem seine Spielzeit zurückgegangen war. Daraufhin schloss Amos sich am 6. Dezember 2023 den Houston Texans an.
Am 6. August 2024 unterschrieb Amos einen Vertrag bei den Jacksonville Jaguars, wurde aber im Rahmen der Kaderverkleinerung auf 53 Spieler am 27. August wieder entlassen. Am 15. Oktober 2024 nahmen die San Francisco 49ers Amos in ihren Practice Squad auf. Er kam dort zu einem Einsatz, bevor er am 11. November 2024 entlassen wurde.

### NFL-Statistiken
| Saison                             | Saison | Spiele | Spiele      | Tackles | Tackles | Tackles | Tackles | Interceptions | Interceptions | Interceptions | Interceptions | Interceptions | Fumbles | Fumbles | Fumbles |
| Jahr                               | Team   | Spiele | als Starter | Gesamt  | Solo    | Ast     | Sacks   | PD            | INT           | Yds           | Lng           | TD            | FF      | FR      | Yds     |
| ---------------------------------- | ------ | ------ | ----------- | ------- | ------- | ------- | ------- | ------------- | ------------- | ------------- | ------------- | ------------- | ------- | ------- | ------- |
| 2015                               | CHI    | 16     | 16          | 67      | 57      | 10      | 1,0     | 2             | 0             | 0             | 0             | 0             | 0       | 0       | 0       |
| 2016                               | CHI    | 15     | 15          | 65      | 57      | 8       | 0,0     | 4             | 0             | 0             | 0             | 0             | 1       | 1       | 0       |
| 2017                               | CHI    | 13     | 10          | 69      | 62      | 7       | 0,0     | 3             | 1             | 90            | 90            | 1             | 2       | 1       | 0       |
| 2018                               | CHI    | 16     | 16          | 73      | 59      | 14      | 1,0     | 9             | 2             | 27            | 26            | 0             | 0       | 1       | 0       |
| 2019                               | GB     | 16     | 16          | 84      | 68      | 16      | 1,0     | 8             | 2             | 12            | 9             | 0             | 0       | 0       | 0       |
| 2020                               | GB     | 16     | 16          | 83      | 65      | 18      | 2,0     | 9             | 2             | 47            | 24            | 0             | 0       | 0       | 0       |
| 2021                               | GB     | 17     | 17          | 93      | 75      | 18      | 0,0     | 8             | 2             | 0             | 0             | 0             | 0       | 0       | 0       |
| 2022                               | GB     | 17     | 17          | 102     | 73      | 29      | 1,0     | 0             | 0             | 0             | 0             | 0             | 0       | 0       | 0       |
| 2023                               | NYJ    | 11     | 3           | 23      | 19      | 4       | 0,0     | 1             | 1             | 26            | 26            | 0             | 0       | 1       | 0       |
| 2023                               | HOU    | 5      | 0           | 5       | 4       | 1       | 0,0     | 0             | 0             | 0             | 0             | 0             | 0       | 1       | 0       |
| 2024                               | SF     | 1      | 0           | 0       | 0       | 0       | 0,0     | 0             | 0             | 0             | 0             | 0             | 0       | 0       | 0       |
| Gesamt                             | Gesamt | 143    | 125         | 664     | 539     | 125     | 6,0     | 49            | 10            | 202           | 90            | 1             | 3       | 5       | 0       |
| Quelle: pro-football-reference.com |        |        |             |         |         |         |         |               |               |               |               |               |         |         |         |